# Tshering Chhoden
Tshering Chhoden, il cui cognome è talora traslitterato Choden (6 luglio 1980), è un'ex arciera bhutanese.
Ha partecipato ai giochi olimpici di Sydney 2000 e Atene 2004.

## Biografia

### Olimpiadi
La Chhoden ha preso parte alla sua prima olimpiade ai giochi di Sydney 2000. Nel round di qualificazione chiuse al 50º posto, con 614 punti. Al primo turno ha poi affrontato l'indonesiana Hamdiah Damanhuri, venendo sconfitta 153-165. Ha chiuso al 43º posto finale.
Quattro anni più tardi, ad Atene 2004, si è presentata con la 176ª posizione nel ranking FITA. La delegazione bhutanese era composta da due soli atleti (era presente un altro arciere, Tashi Peljor) e la Chhoden fu scelta come portabandiera alla cerimonia di apertura. Nel round di qualificazione ebbe un risultato peggiore rispetto a Sydney, con 600 punti ed il 54º posto. Al primo turno affrontò la quotata cinese Lin Sang, 20ª nel ranking e 11ª nel round di qualificazione. A sorpresa la Chhoden ebbe la meglio per 159-156: si trattava della prima vittoria di un arciere bhutanese alle olimpiadi. Ai sedicesimi affrontò Reena Kumari. L'incontro terminò in pareggio (134-134), ma l'atleta indiana ebbe la meglio allo spareggio per 7 a 4. Il giorno successivo fu emulata dal compagno di squadra Peljor, capace di avere la meglio al primo turno sul francese Jocelyn de Grandis, venendo poi sconfitto ai sedicesimi di finale dal bielorusso Anton Pryleppav.
Al ritorno in patria, entrambi gli atleti, assieme all'allenatore Karma Dechog, furono premiati dal primo ministro Lyonpo Yeshey Zimba con un premio in denaro per il risultato raggiunto.

### Mondiali
Tshering Chhoden ha preso parte anche a due edizioni dei campionati mondiali di tiro con l'arco. Nel 1999 a Riom fu 121ª mentre quattro anni più tardi a New York fu 91ª.

### Ritiro e attività di allenatrice
La Chhoden si è ritirata nel 2005, ma due anni più tardi ha iniziato ad allenare gli atleti della nazionale, che ha guidato anche a Londra 2012 (era l'allenatrice di Sherab Zam).